# Mézevőfélék

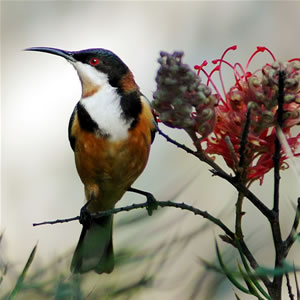
Nyugati mézmadár (Acanthorhynchus tenuirostris)

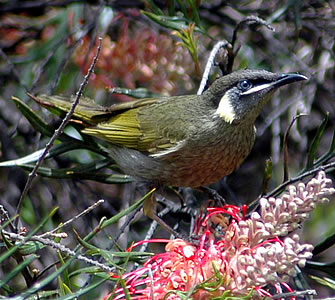
Aranyfülű mézevő (Meliphaga lewinii)

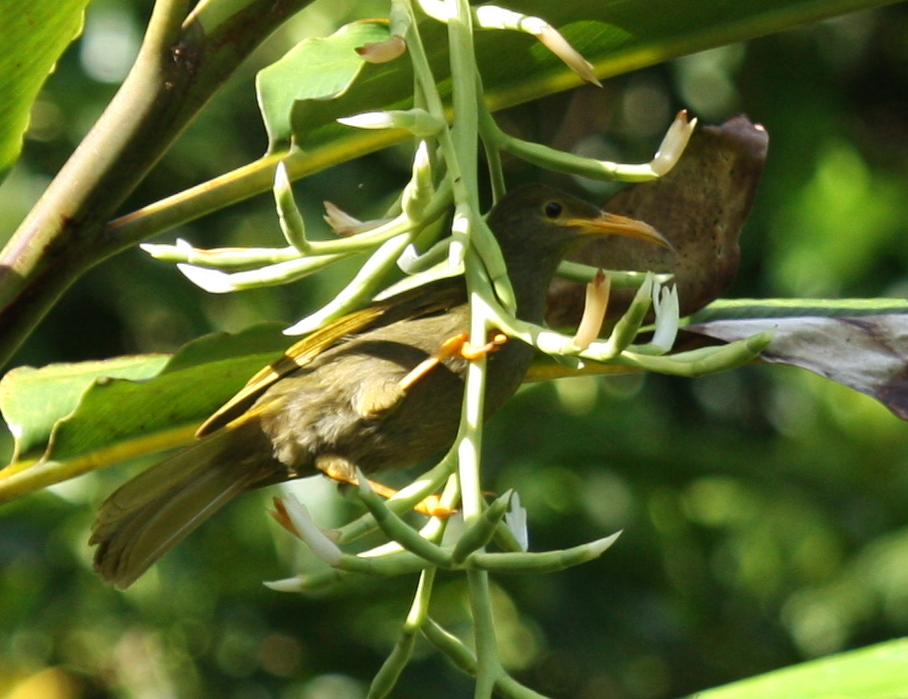
Óriásmézevő (Gymnomyza viridis)

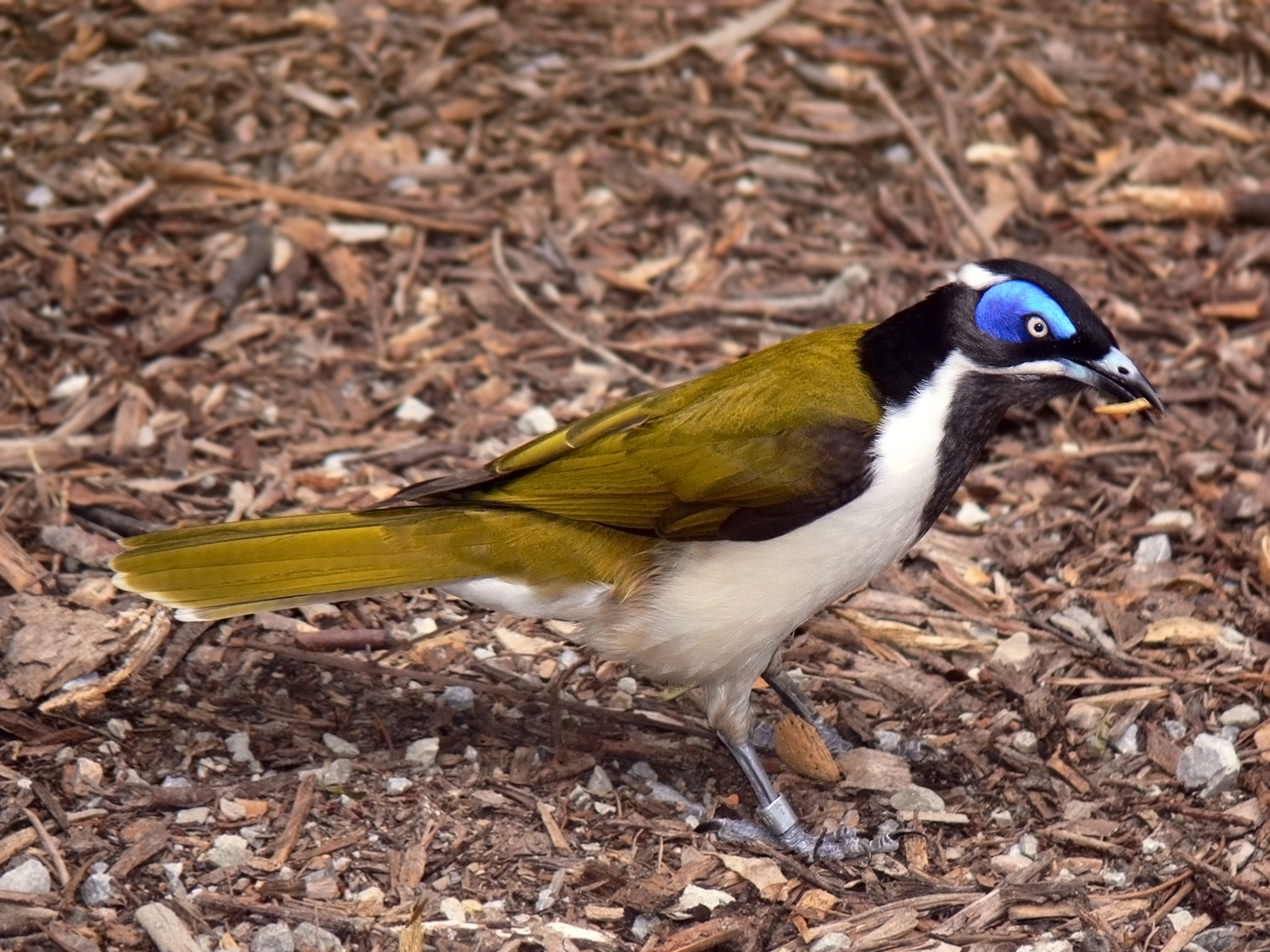
Kékarcú mézevő (Entomyzon cyanotis)

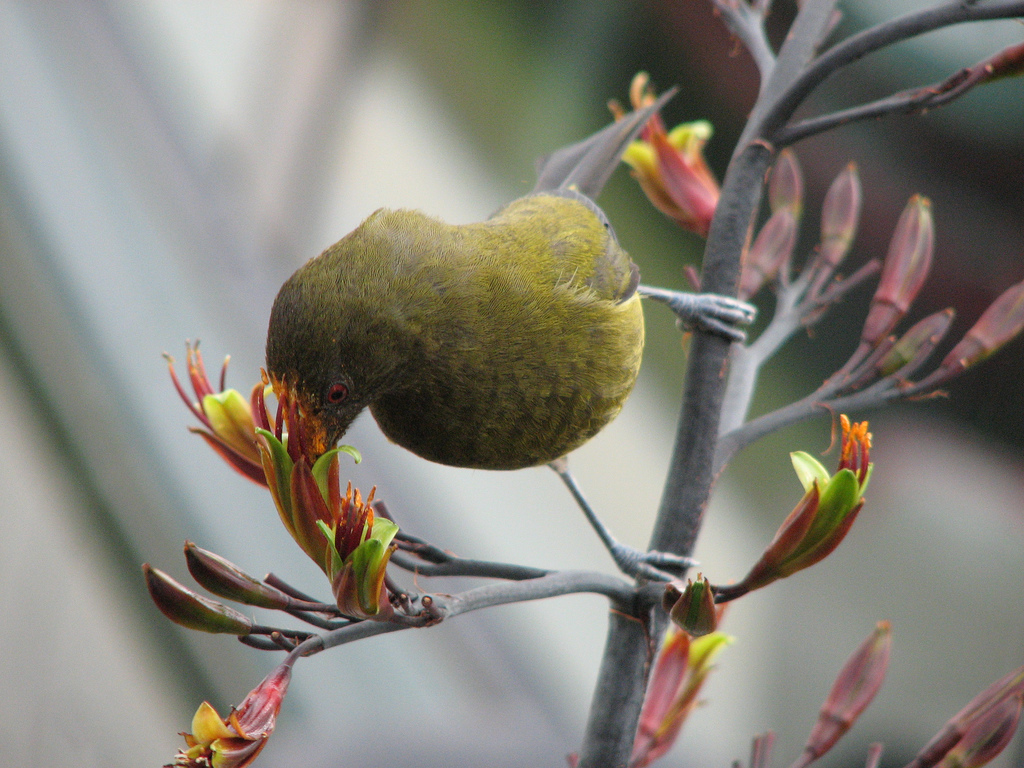
Csengőmadár (Anthornis melanura)

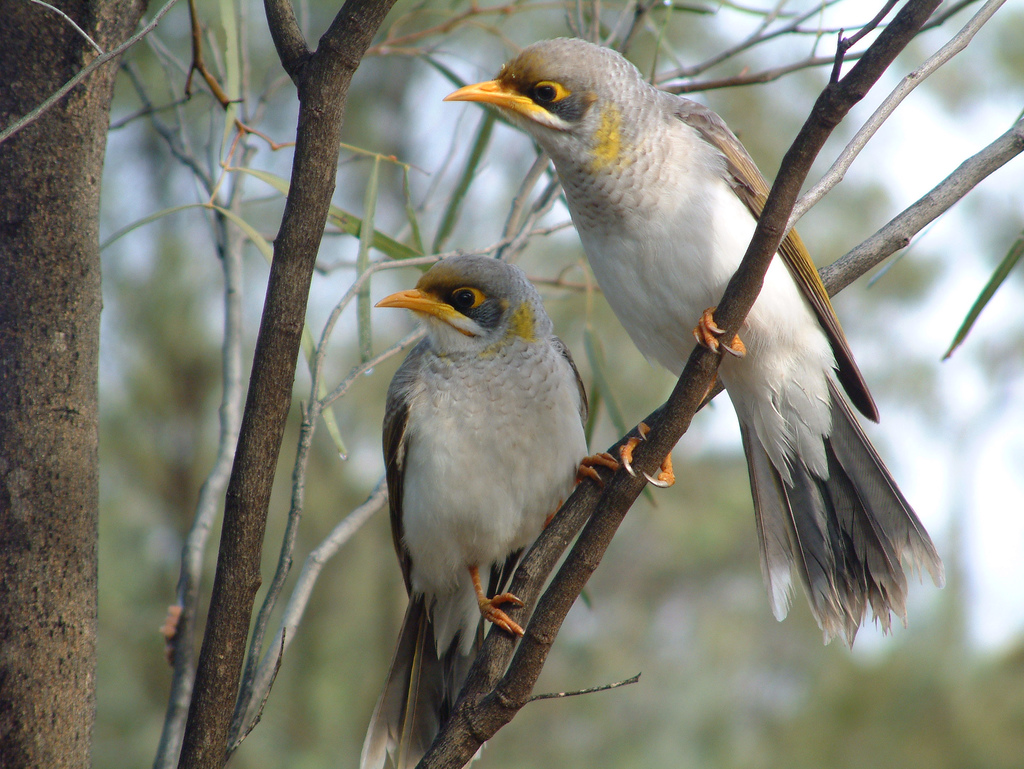
Sárgatorkú mézmadár (Manorina flavigula)

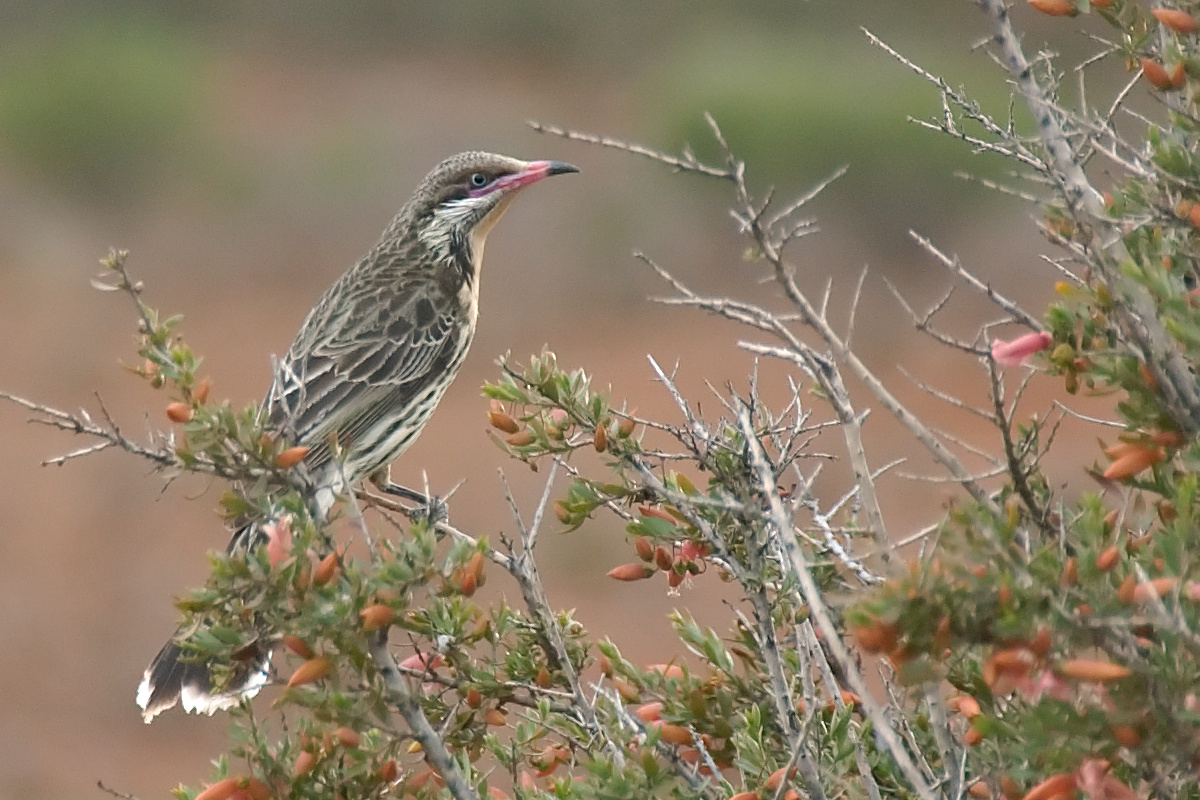
Vöröstorkú mézevő (Acanthagenys rufogularis)

A mézevőfélék (Meliphagidae) a madarak osztályának verébalakúak (Passeriformes) rendjébe tartozó család. 46 nem és 183 faj tartozik a családba.
Ausztrália és a Csendes-óceáni szigetvilág madarai. A legtöbb faj fákon él, mégpedig mindegyik kizárólag a fajra jellemző, sajátos fafajon. A mézevők apró rovarokat, virágport és mézet szedegetnek az eukaliptuszfák virágaiból. Hosszú, a hegyén ecsetszerűen foszlott nyelvük segítségével, amely erre a célra a lehető legalkalmasabb, jutnak ehhez a táplálékokhoz.

## Rendszerezés
A molekuláris vizsgálatok megerősítették hogy a korábban idesorolt Dél-Afrikában élő fokföldi mézevők nem e család tagjai, hanem önálló családot alkotnak a  fokföldi mézevőfélék (Promeropidae) családját. Ráadásul az összehasonlító rendszertani vizsgálatok bebizonyították, hogy a fokföldi mézevőfélék és a korábban szintén közeli rokon családnak vélt pápaszemesmadár-félék (Zosteropidae) az énekesmadarakon belül nem is közös alrendágba tartoznak a mézevőfélékkel, hiszen azokat a Passerida alrendágba sorolják, míg a mézevők a Corvida alrendágba tartoznak.
A Saipan szigetén élő aranyos pápaszemesmadarat (Cleptornis marchei), valamint a Bonin-szigeteki pápaszemesmadarat (Apalopteron familiare) korábban a mézevőfélék közé sorolták.
A 2000-ben elvégzett DNS-analízisen alapuló vizsgálatok alapján a pápaszemes paradicsommadár (Macgregoria pulchra) is e család tagja, melyet korábban a paradicsommadár-félék (Paradisaeidae) családjába soroltak. A molekuláris vizsgálatok igazolták, hogy a Melipotes nem fajainak közeli rokona.
A legutóbb felfedezett faj a Melipotes carolae, melyet 2005 decemberében fedeztek fel a Foja-hegységben Új-Guinea szigetének nyugati részén. Ez a faj a hamuszínmellű mézevőhöz (Melipotes fumigatus) áll legközelebb a már ismert fajok közül.
Az Új-Zélandon őshonos, mára nagyon megritkult öves maorimadár (Notiomystis cincta) az új kutatások szerint több morfológiai és élettani tulajdonságában eltér a mézevőktől, ezért a Notiomystidae új család egyetlen képviselője lett.
A mohófélék (Mohoidae) családját 2008-ban választották le mézevőfélékről, létrehozva egy új családot, egyes rendszerezők még a régi helyükre sorolják.
A család az alábbi alcsaládokat, nemeket és fajokat foglalja magában:

### Acanthorhynchinae
Az Acanthorhynchinae alcsaládba tartozó egyetlen nem:
- Acanthorhynchus – 2 faj

### Mézevőformák
A mézevőformák (Meliphaginae) alcsaládba az alábbi nemzetségek és nemek tartoznak:
- Epthianurini nemzetségbe 9 nem tartozik:
  - Macgregoria – 1 faj
  - Ramsayornis – 2 faj
  - Conopophila – 3 faj
  - Ashbyia – 1 faj
  - Epthianura – 4 faj
  - Timeliopsis – 3 faj
  - Stresemannia – 1 faj
  - Melilestes – 1 faj
  - Melipotes – 4 faj

- Meliphagini a nemzetségbe 17 nem tartozik
  - Anthornis – 2 faj
  - Prosthemadera – 1 faj
  - Certhionyx – 1 faj
  - Pycnopygius – 3 faj
  - Guadalcanaria – 1 faj
  - Oreornis – 1 faj
  - Meliphaga – 13 faj
  - Lichenostomus – 2 faj
  - Nesoptilotis – 2 faj a Lichenostomus nemből leválasztva
  - Bolemoreus – 2 faj a Lichenostomus nemből leválasztva
  - Stomiopera – 2 faj a Lichenostomus nemből leválasztva
  - Ptilotula – 6 faj a Lichenostomus nemből leválasztva
  - Gavicalis – 3 faj a Lichenostomus nemből leválasztva
  - Caligavis – 3 faj a Lichenostomus nemből leválasztva
  - Acanthagenys – 1 faj
  - Meliarchus – 1 faj
  - Anthochaera – 4 faj
  - Purnella – 1 faj
  - Manorina – 4 faj
  - Gymnomyza – 3 faj
  - Melidectes – 11 faj

### Philemoninae
A Philemoninae alcsaládba az alábbi 2 nemzetség és 54 nem sorolnak:
- Myzomelini nemzetségbe 6 nem és 41 faj tartozik:
  - Glyciphila – 1 faj
  - Glycichaera – 1 faj
  - Myza – 2 faj
  - Ptiloprora – 6 faj
  - Sugomel – 1 faj
  - Myzomela – 30 faj

- Philemonini nemzetségbe 14 nem és 43 faj tartozik:
  - Plectorhyncha – 1 faj
  - Grantiella – 1 faj
  - Xanthotis – 4 faj
  - Melitograis – 1 faj
  - Philemon – 17 faj
  - Foulehaio – 3 faj
  - Entomyzon – 1 faj
  - Melithreptus  – 7 faj
  - Cissomela  – 1 faj
  - Trichodere – 1 faj
  - Glycifohia – 2 faj a Phylidonyris nemből leválasztva
  - Phylidonyris – 3 faj
  - Lichmera – 11 faj

## Megjelenésük

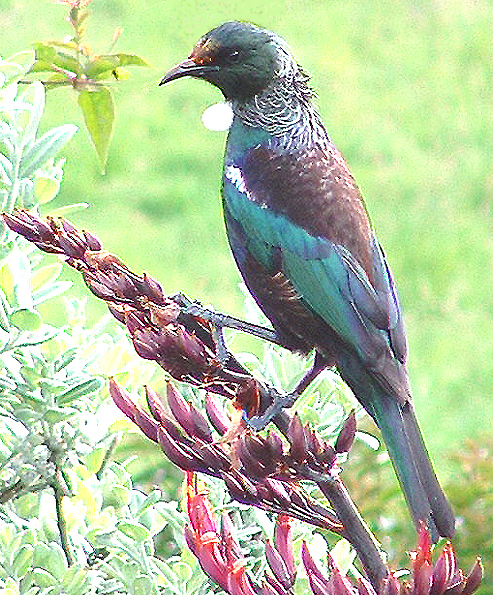
A tui (Prosthemadera novaeseelandiae) egyike a leglátványosabb mézevőfajoknak

Valamennyi mézevőnek hosszú, kiölthető a nyelve van, melynek rojtos, ecsetszerű végével kiszedegeti a nektárt a virágok kelyhéből. E madarak igen fontosak mint beporzók (pollinator) is, és feltehetően együtt fejlődtek a fontosabb tápnövényekkel.
Általában karcsú testűek, áramvonalasak, hosszú, kihegyezett szárnnyal. Röptük hullámos, de ez a fajok és a madarak mérete szerint nagyban változhat. Lábuk erős, karmaik pedig élesek: ezek segítségével fürgén kúszhatnak a virágokhoz, s amikor táplálkoznak, nemegyszer fejjel lefelé függeszkednek. Legtöbb fajnak a csőre lefelé görbülő, és éles hegyben végződik; némelyeké ettől eltérő, de alakja összefügg a faj eltérő táplálkozási módjával.
Többségük nem feltűnő színű, de akad néhány élénk színezetű faj is, melyek emlékeztetnek Afrika és Ázsia nektármadaraira, valamint a kolibrikra Dél-Amerikában, mint amilyen például a skarlát mézevő (Myzomela sanguinolenta). Csaknem valamennyinél található valahol a fejen egy csupasz, élénken színezett folt: ez lehet kisebb, például szájzugfolt, szemgyűrű vagy szemfolt, de lehet nagyobb arcfolt is. A fajok többségénél a két ivar színezete egyforma, de a hímek rendszerint nagyobbak. Azoknál, ahol az ivari dimorfizmus kifejezett, a fiatalok az öreg tojókhoz hasonlóak, mint a tarka mézevő (Certhionyx variegatus) esetében vagy kirepülésük után mindjárt náluk is az ivari különbség, mint ahogy az aranyszárnyú mézevőnél (Phylidonyris pyrrhoptera).
A kisebb mézevőfajok gyakran muzikálisak; a nagyobbak hangja érdes, rekedt.

## Elterjedésük
A mézevők a Délnyugati-Pacifikum endemikus családja, Ausztráliában, Új-Guineában, Indonéziában, Új-Zélandon, a Hawaii szigeteken és a Csendes-óceán délnyugati szigetein élnek.
A család változatossága oly magas fokú, hogy a 40 nemből 14 csupán egyetlen fajt tartalmaz, további 10 nem pedig mindössze kettőt. Néhány nemhez sok faj tartozik. A Lichenostomus  például 20, a Meliphaga pedig 13 fajt tartalmaz. A legelterjedtebb nem a Myzomela, mely Celebesz szigetétől kelet felé, Mikronéziában egészen a Fidzsi-szigetekig megtalálható. A családból két, Ausztráliában megtalálható nem, a Philemon és a Lichmera erős radiációval nyugat felé, a Wallacea területére is eljutott.

## Életmódjuk

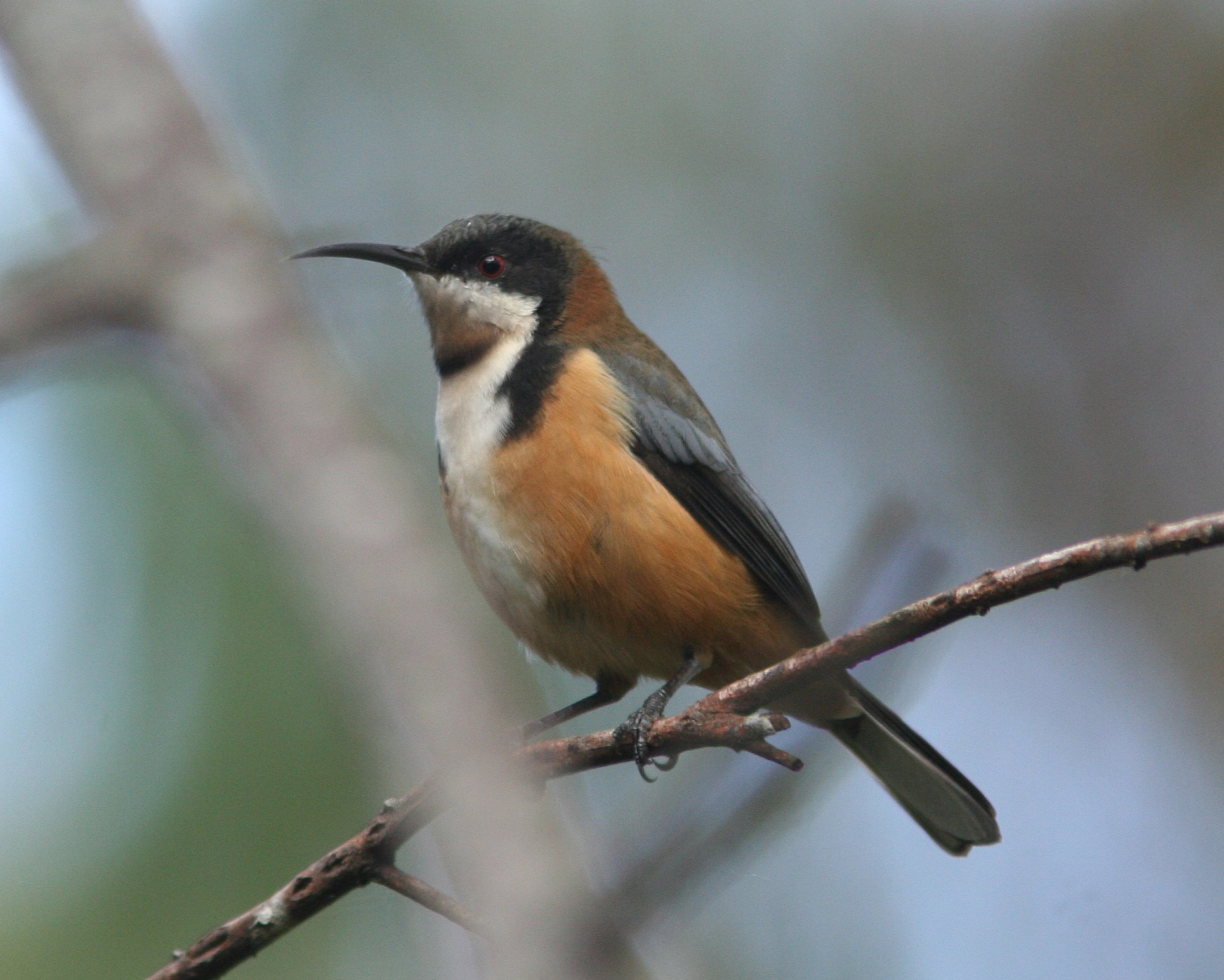
A hosszúcsőrű, nektárfogyasztó mézmadarak tipikus képviselője a keleti mézmadár (Acanthorhynchus tenuirostris)

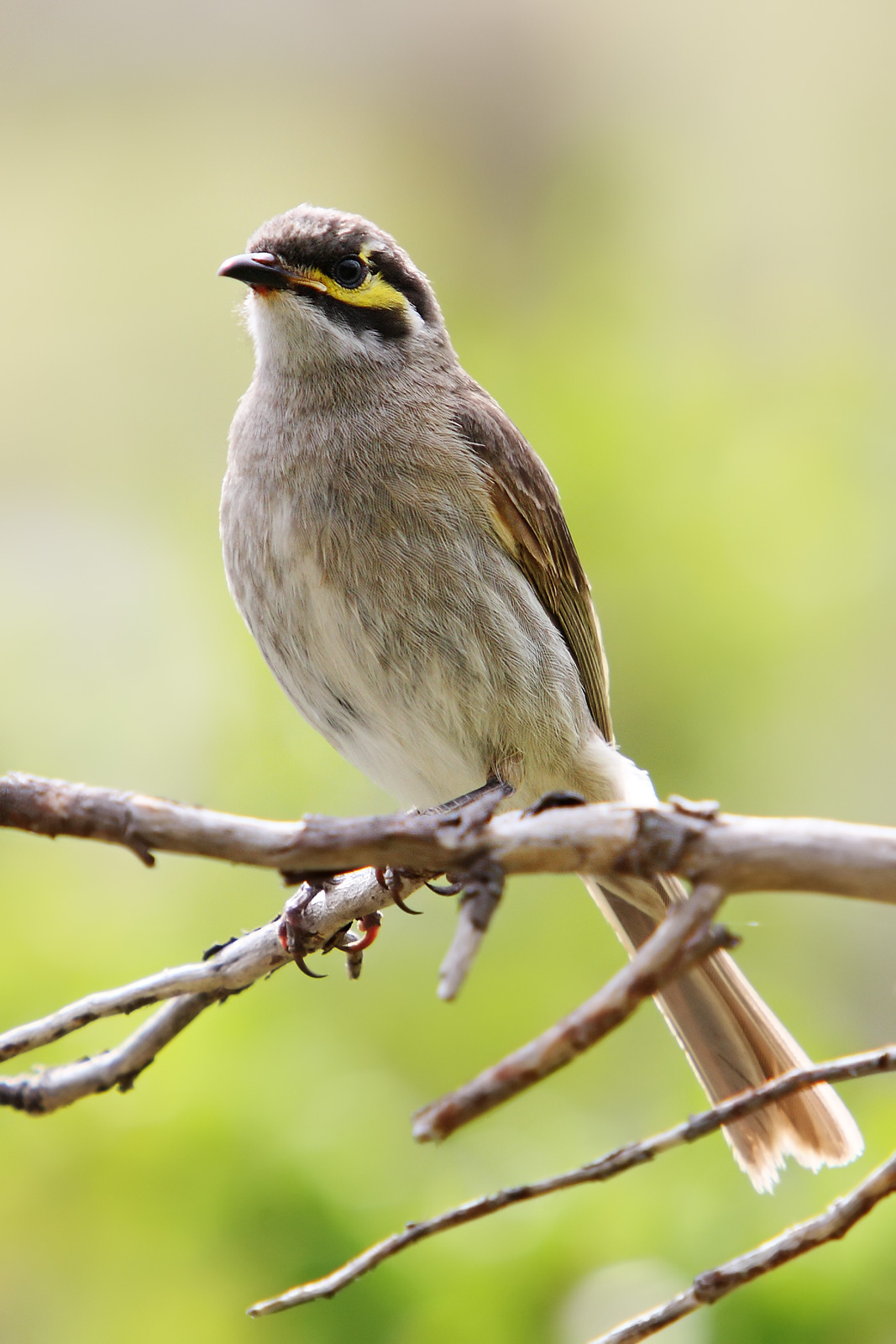
Az aranysávos mézevő (Lichenostomus chrysops) rendszeresen vonuló faj, mely minden ősszel Ausztrália északi területeire vonul és csak tavasszal tér vissza délre

A mézevők elsősorban nektárral táplálkoznak, ha tehetik. Nagy többségük azonban nektár híján beéri gerinctelen állati szervezetekkel is. A fajoktól függ, hogy melyik mennyire ragaszkodik a nektárhoz, de valamennyiüknek rovarokat is kell fogyasztani, hogy a nektárban nem található anyagokhoz is hozzájussanak. Némelyek szinte kizárólag rovarevők. A rovarokat és a pókokat a kéreg alól szurkálással, a lombozatból felcsípéssel vagy a levegőből ráröppenéssel szerzik meg. Sokuk a szénhidrátokat sem csak a nektárba szerzi meg: felnyalogatják a levéltetvek által kibocsátott mézharmatot, továbbá az eukaliptuszfák cukros váladékát a levelekről és az esőerdőkben a gyümölcs is fontos táplálékforrás,  különösen a Meliphaga-fajok számára Új-Guineában. A piroscsőrű mézevő (Conophila  picta) csaknem kizárólag gyümölcsevő, szinte nomadizál, amikor a fagyöngytermő és éppen gyümölcsöt  érlelő területeket keresi.
Az ökológusok. sokszor két fő csoportra osztják a mézevőket: a hosszú csőrűekre és a rövid csőrűekre. A rövid és egyenes csőrű fajok, mint a Melitherus és Manorina fajok főleg rovarevők. Velük szemben a hosszú csőrűek több nektárt fogyasztanak, mint rovart. A hosszú, hajlott csőrű fajok a csöves  virágokból szerzik a nektárt, mint a keleti mézmadár (Acanthorhynchus tenuirostris) és a nyugati mézmadár (Acanthorhynchus superciliosus). Ebbe az ökológiai csoportba sorol hatóak a Phylidonyris fajok is, melyek kifejezetten nektárfogyasztók, és sokféle növényt látogatnak; idetartoznak továbbá a lebenyes madarak (Anthochaera), melyek az eukaliptuszfákat és a banksziáka részesítik előnyben. Ilyen faj az Új-Zélandon endemikus tui (Prosthemadera novaeseelandiae) és a szintén ott őshonos csengőmadár (Anthornis melanura) is.
Régóta foglalkoztatja a természettudósokat, hogyan lehetséges, hogy a hosszúcsőrű mézevők közül több faj is képes megélni ugyanabban a térségben, amikor egymással versengeniük kell a korlátozott mennyiségben meglévő nektárért. A választ a kisméretű, de eredményes fajok és a nagy agresszív fajok közötti egyensúly adja meg. A nagyobb fajok, mint a lebenyesmadarak agresszívan elűzik a többi mézevőt a dúsabb virágzatokról, ahol bővebben található a nektár is, de nem védelmeznek minden virágot a körzetben. Ez lehetővé teszi, hogy a kisebb fajok a gyengébb nektárkészlettel rendelkező virágokból még kielégíthessék étvágyukat. Ily módon az agresszió hierarchiája lehetővé teszi, hogy az eltérő méretűek együtt létezhessenek. A fajok közötti territóriumvédelem főként a rovarevőknél kifejezett, beleértve a Manorina nemhez tartozó mézmadarakat, melyek kooperatív szaporodási rendszerükkel telepszerűen foglalnak el élőhely részleteket, ahonnan ha lehet, minden más betolakodó madarat kiűznek.
A mezevők közül a legtöbb faj  vonuló. Ezek az egyes fafajok eltérő virágzási idejének függvényében vándorolnak az adott területek között. Néhányuk rendszeres vonuló. Az Ausztrália délkeleti részén élő aranysávos mézevő (Caligavis chrysops) és a holdas mézevő (Melithreptus lunatus) minden ősszel (április) észak felé vonul, s a következő tavasszal tér vissza. Egyes fajok, mint a szerecsen mézevő (Myzomela nigrita) hosszú vándorutakat tehetnek meg az esőzések függvényében, mindenfelé követvén azokat. Sok nomadizáló faj éves mozgalmaival 100 km-es sugarú körön belül mozog, míg mások egyhektárnyi területen élik le életüket, mint a harangozó mézmadár (Manorina melanophrys).

## Szaporodásuk
A mézevőfajok legtöbbje monogám szaporodó rendszerben él. Kivételt képez az Új-Zélandon élő öves maorimadár vagy  maori nevén hihi (Notiomystis cincta), mely poligám. 
A mézevők egyaránt védik a fajtársaktól és másoktól a táplálkozó- és a fészkelőterületeiket is. A táplálkozóterület olykor csupán egyetlen virágzó fa, melyet védelmeznek a többiek elől mindaddig, amíg az nektárt termel. Egyes fajok csak a költés idejére alapítanak territóriumot, más időszakban laza csoportokban keresik táplálékukat. A harangozó mézmadár (Manorina melanophrys) viszont egész évben őrzi lefoglalt területét. A párok territóriuma lehet szétszórt, mint a foltosfülű mézevő (Lichmera alboauricularis) esetében, máskor lazán szétszóródott egységeket alkot, mint a sisakos mézevőnél (Lichenostomus cassidix), vagy sűrűn egymás mellett lévő territóriumokból áll, melyeket közösen védelmeznek, mint amilyen a harangozó mézmadár telepe.
A mézevők költési ideje meglehetősen hosszú, és sokan közülük egy fészekaljnál többet is felnevelnek egy-egy szezonban. A többség csésze alakú fészket épít.
A tipikus fészekalj méret kettő tojás, de ez 1-5-ig terjedhet. Legtöbb fajnál a tojó kotlik, a maradék néhánynál pedig: ivar részt vesz a kotlásban és a fiókák éten is. A Manorina nem fajainál a tojó mellett szeres segítőket is találunk; több más génusznál csupán alkalmilag jelennek meg a segítők például a Melithreptus, az Entomyzon- é Lichenostomusfajok. A mézevők, mint az énekesmadarak általában, a fészkelés befejeztével kezdenek vedleni.

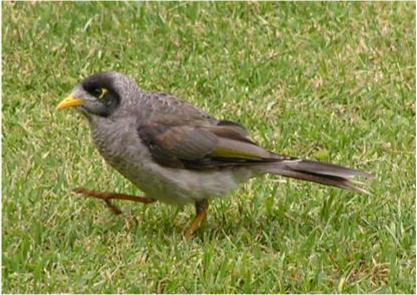
A feketehomlokú mézmadár (Manorina melanocephala) mint a Manorina fajok mindegyike társasan költ

## Természetvédelmi helyzetük
A legtöbbet azok a mézevők szenvednek, melyek elterjedési területe csupán egy szigetre korlátozódik. . Egykor a Hawaii-szigeteken is legalább 5 mézevőfaj élt. Közülük a hawaii mézevő vagy kioea (Chaetoptila angustipluma), valamint az Oahu-mohó (Moho apicalis) és a Hawaii mohó (Moho nobilis) biztosan kihalt mára. A pikkelyestorkú mohó (Moho braccatus) és a Molokai mohó (Moho bishopi) az 1990'-es évektől nem mutatkozik, így valószínűleg ezek is kihaltak.
Óceánia szigetein veszélyeztetett fajok a szamoai mézevő vagy mao (Gymnomyza samoensis) és a varjúmézevő (Gymnomyza aubryana) is hasonló okok miatt.
Ausztrália kontinentális területén a kockás mézevő (Xanthomyza phrygia), a sisakos mézevő (Lichenostomus cassidix) és a feketefülű mézmadár (Manorina melanotis) szenvedett katasztrofális élőhelyvesztést az újabb  földterület nyerése érdekében végzett erdőirtások miatt. Ma mindhárom faj veszélyeztetett, és számos intézkedés van  folyamatban megmentésük érdekében.